# Tonij
Tonij je period u geološkoj povijesti koji je trajao od prije 1000 do 850 milijuna godina. Tonij je prvi period Neoproterozoika i granice njegova trajanja nisu određene stratigrafijom nego radiometrijskoj kronometriji.
U ovom periodi počeo je raspad superkontinenta Rodinije.
Iz ovog razdoblja česti su fosilizirani ostatci jednostaničnih organizama.

## Vanjske poveznice
|  | Zajednički poslužitelj ima još gradiva o temi Tonij |